# Agarra la onda
Agarra la onda, pubblicato nel 2001, è il quinto album del gruppo ska italiano Persiana Jones.

## Tracce
1. Senza – 0:37
2. Agarra la onda – 3:05
3. La notte – 3:01
4. Correndo solo – 3:07
5. Dove sei – 3:39
6. Ore e giorni – 3:03
7. Voglio di più – 2:45
8. Senza – 0:37 – ft. Zazzo
9. Qualcosa da dire – 2:40
10. Il momento di reagire – 1:28
11. Hawaii 5-0 – 1:55
12. We're not gonna take it – 3:24
13. Come te – 3:37
14. Una giornata che non va – 3:21
15. Senza – 4:46 – ft. Madaski

Durata totale: 41:05